# Giorgio Federico di Brandeburgo-Ansbach
Giorgio Federico di Brandeburgo-Ansbach (Ansbach, 5 aprile 1539 – Ansbach, 25 aprile 1603) detto il Vecchio, fu margravio di Ansbach e Bayreuth e reggente del Ducato di Prussia.

## Biografia
Egli era figlio del margravio Giorgio di Brandeburgo-Ansbach ed era membro della famiglia degli Hohenzollern.
Giorgio Federicò regnò nella nativa Ansbach, in Franconia ed a Jägerndorf, nell'Alta Slesia sin dal 1556 e, alla morte di suo cugino, il margravio Alberto Alcibiade nel 1557, anche a Bayreuth. Egli ottenne l'amministrazione del ducato di Prussia nel 1577, quando il duca regnante Alberto Federico dovette ritirarsi per motivi di salute.
Egli fu l'ultimo reggente della linea di Franconia della casata Hohenzollern. Dalla sua morte Ansbach e Bayreuth vennero ereditate dal principe più giovane della dinastia regnante del Brandeburgo, secondo un trattato familiare firmato a Gera nel 1598.

## Matrimoni ed eredi
Giorgio si sposò due volte. Nel 1558 sposò Elisabetta di Brandeburgo-Küstrin, figlia di Giovanni di Brandeburgo-Küstrin. Un anno dopo la morte di Elisabetta, nel 1579, sposò Sofia di Brunswick-Lüneburg.

## Ascendenza
|                                                          |                                   |                                                       | Genitori                                           |  |  | Nonni |  |  | Bisnonni                                         |  |  | Trisnonni                                        |  |
|                                                          |                                   |                                                       |                                                    |  |  |       |  |  | 8. Alberto III, principe elettore di Brandeburgo |  |  | 16. Federico I, principe elettore di Brandeburgo |  |
|                                                          |                                   |                                                       |                                                    |  |  |       |  |  | 8. Alberto III, principe elettore di Brandeburgo |  |  | 16. Federico I, principe elettore di Brandeburgo |  |
|                                                          |                                   | 17. Elisabetta di Baviera-Landshut                    |                                                    |  |  |       |  |  | 8. Alberto III, principe elettore di Brandeburgo |  |  |                                                  |  |
| 4. Federico I, margravio di Brandeburgo-Ansbach-Kulmbach |                                   |                                                       |                                                    |  |  |       |  |  | 8. Alberto III, principe elettore di Brandeburgo |  |  |                                                  |  |
|                                                          |                                   | 9. Anna di Sassonia                                   | 18. Federico II, principe elettore di Sassonia     |  |  |       |  |  |                                                  |  |  |                                                  |  |
|                                                          |                                   | 9. Anna di Sassonia                                   | 18. Federico II, principe elettore di Sassonia     |  |  |       |  |  |                                                  |  |  |                                                  |  |
|                                                          |                                   | 9. Anna di Sassonia                                   | 19. Margherita d'Austria                           |  |  |       |  |  |                                                  |  |  |                                                  |  |
| 2. Giorgio, margravio di Brandeburgo-Ansbach             |                                   | 9. Anna di Sassonia                                   |                                                    |  |  |       |  |  |                                                  |  |  |                                                  |  |
|                                                          |                                   | 10. Casimiro IV, re di Polonia                        | 20. Ladislao II, re di Polonia                     |  |  |       |  |  |                                                  |  |  |                                                  |  |
|                                                          |                                   | 10. Casimiro IV, re di Polonia                        | 20. Ladislao II, re di Polonia                     |  |  |       |  |  |                                                  |  |  |                                                  |  |
|                                                          |                                   | 10. Casimiro IV, re di Polonia                        | 21. Sofia Alšėniškė                                |  |  |       |  |  |                                                  |  |  |                                                  |  |
| 5. Sofia di Polonia                                      |                                   | 10. Casimiro IV, re di Polonia                        |                                                    |  |  |       |  |  |                                                  |  |  |                                                  |  |
|                                                          |                                   | 11. Elisabetta d'Asburgo                              | 22. Alberto II, imperatore del Sacro Romano Impero |  |  |       |  |  |                                                  |  |  |                                                  |  |
|                                                          |                                   | 11. Elisabetta d'Asburgo                              | 22. Alberto II, imperatore del Sacro Romano Impero |  |  |       |  |  |                                                  |  |  |                                                  |  |
|                                                          |                                   | 11. Elisabetta d'Asburgo                              | 23. Elisabetta di Lussemburgo                      |  |  |       |  |  |                                                  |  |  |                                                  |  |
| 1. Giorgio Federico, margravio di Brandeburgo-Ansbach    |                                   | 11. Elisabetta d'Asburgo                              |                                                    |  |  |       |  |  |                                                  |  |  |                                                  |  |
|                                                          | 12. Alberto III, duca di Sassonia | 24. Federico II, principe elettore di Sassonia (= 18) |                                                    |  |  |       |  |  |                                                  |  |  |                                                  |  |
|                                                          | 12. Alberto III, duca di Sassonia | 24. Federico II, principe elettore di Sassonia (= 18) |                                                    |  |  |       |  |  |                                                  |  |  |                                                  |  |
|                                                          | 12. Alberto III, duca di Sassonia | 25. Margherita d'Austria (= 19)                       |                                                    |  |  |       |  |  |                                                  |  |  |                                                  |  |
| 6. Enrico IV, duca di Sassonia                           | 12. Alberto III, duca di Sassonia |                                                       |                                                    |  |  |       |  |  |                                                  |  |  |                                                  |  |
|                                                          |                                   | 13. Sidonia di Boemia                                 | 26. Giorgio, re di Boemia                          |  |  |       |  |  |                                                  |  |  |                                                  |  |
|                                                          |                                   | 13. Sidonia di Boemia                                 | 26. Giorgio, re di Boemia                          |  |  |       |  |  |                                                  |  |  |                                                  |  |
|                                                          |                                   | 13. Sidonia di Boemia                                 | 27. Cunegonda di Sternberg                         |  |  |       |  |  |                                                  |  |  |                                                  |  |
| 3. Emilia di Sassonia                                    |                                   | 13. Sidonia di Boemia                                 |                                                    |  |  |       |  |  |                                                  |  |  |                                                  |  |
|                                                          |                                   | 14. Magnus II, duca di Meclemburgo-Schwerin           | 28. Enrico IV, duca di Meclemburgo-Schwerin        |  |  |       |  |  |                                                  |  |  |                                                  |  |
|                                                          |                                   | 14. Magnus II, duca di Meclemburgo-Schwerin           | 28. Enrico IV, duca di Meclemburgo-Schwerin        |  |  |       |  |  |                                                  |  |  |                                                  |  |
|                                                          |                                   | 14. Magnus II, duca di Meclemburgo-Schwerin           | 29. Dorotea di Brandeburgo                         |  |  |       |  |  |                                                  |  |  |                                                  |  |
| 7. Caterina di Meclemburgo-Schwerin                      |                                   | 14. Magnus II, duca di Meclemburgo-Schwerin           |                                                    |  |  |       |  |  |                                                  |  |  |                                                  |  |
|                                                          |                                   | 15. Sofia di Pomerania-Wolgast                        | 30. Eric II, duca di Pomerania-Wolgast             |  |  |       |  |  |                                                  |  |  |                                                  |  |
|                                                          |                                   | 15. Sofia di Pomerania-Wolgast                        | 30. Eric II, duca di Pomerania-Wolgast             |  |  |       |  |  |                                                  |  |  |                                                  |  |
|                                                          |                                   | 15. Sofia di Pomerania-Wolgast                        | 31. Sofia di Pomerania-Stolp                       |  |  |       |  |  |                                                  |  |  |                                                  |  |
|                                                          |                                   | 15. Sofia di Pomerania-Wolgast                        |                                                    |  |  |       |  |  |                                                  |  |  |                                                  |  |